# زدایش رایت

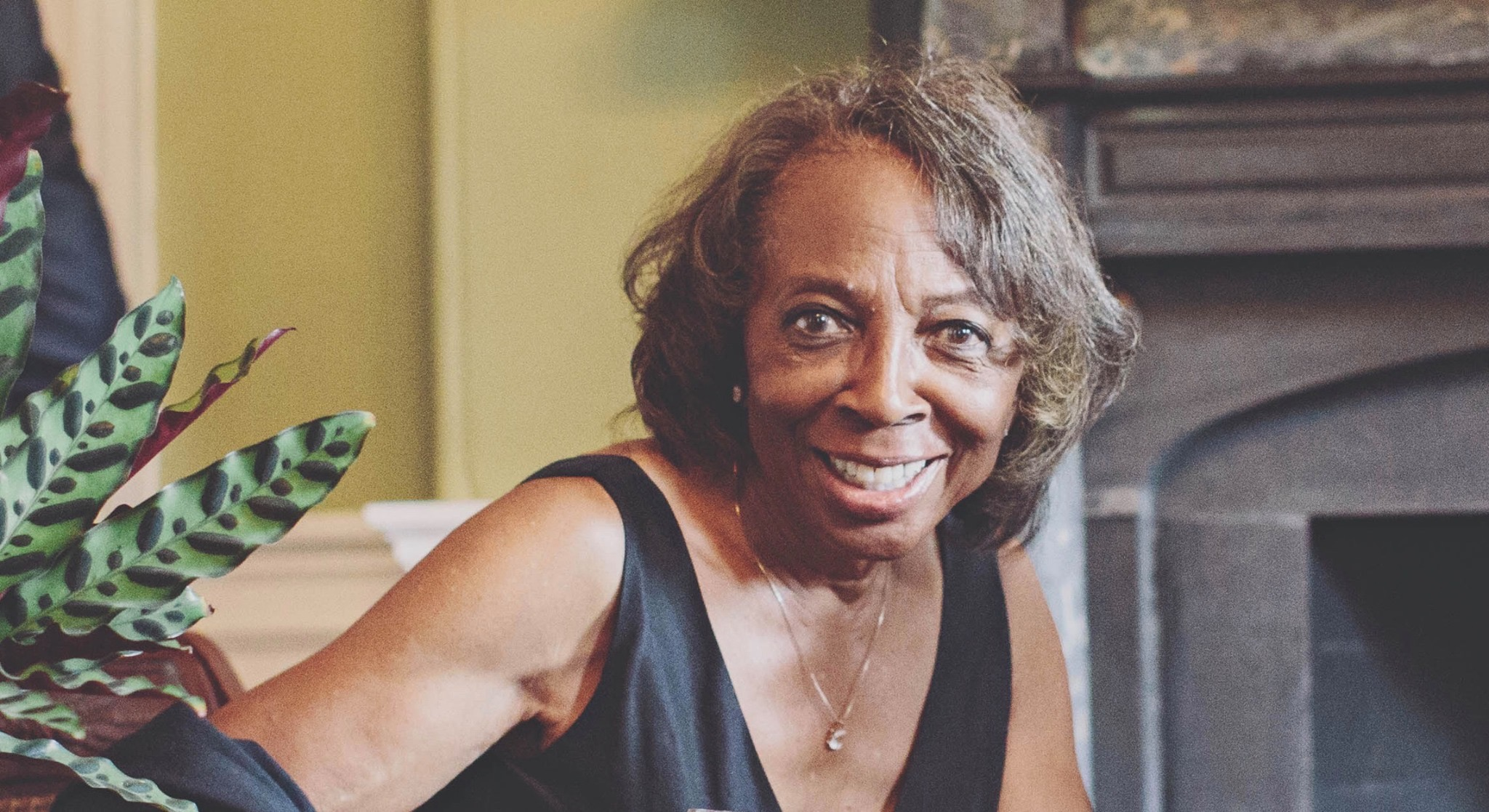
مارگارت رایت جنکینز؛ ۱۹۳۶--۲۰۱۸

زدایش رایت (همچنین زدایش رایت-جنکینز) یک زدایش خاص برای نشانگری نقص‌ها در ویفرهای سیلیکونی نوع p و n با جهت <۱۰۰> و <۱۱۱> است که برای ساخت ترانزیستورها، ریزپردازنده‌ها، حافظه‌ها و سایر قطعات استفاده می‌شود. نشانگری، شناسایی و اصلاح چنین نقص‌هایی برای پیشرفت در مسیر پیش‌بینی شده توسط قانون مُور ضروری است. این توسط مارگارت رایت جنکینز (۱۹۳۶–۲۰۱۸) در سال ۱۹۷۶ در حالی که مشغول به کار در تحقیق و توسعه در شرکت موتورولا در فینیکس، AZ بود، توسعه یافت. در سال ۱۹۷۷ منتشر شد. این زدایش اسیدی نقص‌های انباشته‌سازی اکسایش-برنگیخته، نابجایی‌ها، گردش‌ها و خَش (به انگلیسی: striation) با کمینه ناهمواری سطح یا حفره‌داری (به انگلیسی: pitting) بُرونی را نشان می‌دهد. این عیوب علت‌های شناخته شده از اتصال کوتاه و نشت جریان در قطعات نیم‌رسانا تکمیل‌شده (مانند ترانزیستورها) در صورت دوسر پیوند عایق‌شده افت کند، هستند. سرعت زدایش نسبتاً کم (~۱ میکرومتر در دقیقه) در دمای اتاق کنترل زدایش را فراهم می‌کند. ماندگاری طولانی این زدایش اسیدی باعث می‌شود محلول در مقادیر زیاد ذخیره شود.

## خلاصه

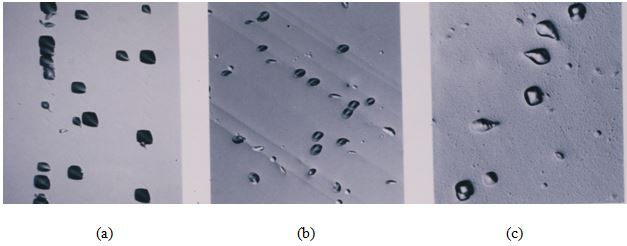
زدایش رایت

این فرایند زدایش یک روش سریع و قابل اعتماد برای تعیین یکپارچگی ویفرهای سیلیکونی جلا داده شده از پیش فرآوری شده یا نشان دادن نقص‌ها که ممکن است در هر نقطه از پردازش ویفر ایجاد شود، است. نشان داده شده‌است که زدایش رایت در نشان دادن نقص‌های انباشتگی و شکل‌های زدایش نابجایی در مقایسه با مواردی که توسط زدایش سِکو  و سیرتل نشان داده شده‌است، برتر است.
این زدایش به‌طور گسترده در تحلیل خرابی قطعات الکتریکی در مراحل مختلف پردازش ویفر استفاده می‌شود. در مقایسه، زدایش رایت اغلب زدایش اسیدی ترجیحی برای نشان دادن نقص‌ها در کریستال‌های سیلیکونی بود.